# Klavaro
Klavaro es un software libre para el aprendizaje de mecanografía. Permite aprender o mejorar la precisión y velocidad de escritura con las disposiciones de teclado como QWERTY y AZERTY.
El software está desarrollado con GTK+ y está disponible para GNU/Linux y Windows.